# نيمانيا إيفانوفيتش
نيمانيا إيفانوفيتش (بالصربية: Немања Ивановић)‏ هو لاعب كرة قدم صربي في مركز الهجوم، ولد في 14 مايو 1997 في بلغراد في صربيا. لعب مع زوريا لوهانسك.

## وصلات خارجية
- نيمانيا إيفانوفيتش على موقع اتحاد أوكرانيا (الإنجليزية)
- نيمانيا إيفانوفيتش على موقع قاعدة بيانات كرة القدم.إي يو (الإنجليزية)
- نيمانيا إيفانوفيتش على موقع Soccerbase.com (لاعب) (الإنجليزية)
- نيمانيا إيفانوفيتش على موقع Soccerway.com (الإنجليزية)
- نيمانيا إيفانوفيتش على موقع عالم كرة القدم.نت (الإنجليزية)